# 가 (중위)
가(嘉, ? ~ ?)는 전한 전기의 관료이다. '가'는 이름자로, 성씨는 알 수 없다.

## 행적
경제 3년(기원전 154년), 오왕이 다른 여섯 제후왕과 함께 조조 타도를 명분으로 반란을 일으켰다(오초칠국의 난). 이때 가는 승상 도청적 · 정위 구와 함께 조조를 탄핵하였다. 경제는 가로 하여금 조조를 소환하게 하였고, 조조는 곧 기시되었다.

## 출전
- 반고, 《한서》 권49 원앙조조전

| 전임 주아부 | 전한의 중위 기원전 154년 | 후임 위관 |